# Universiteit van Colorado

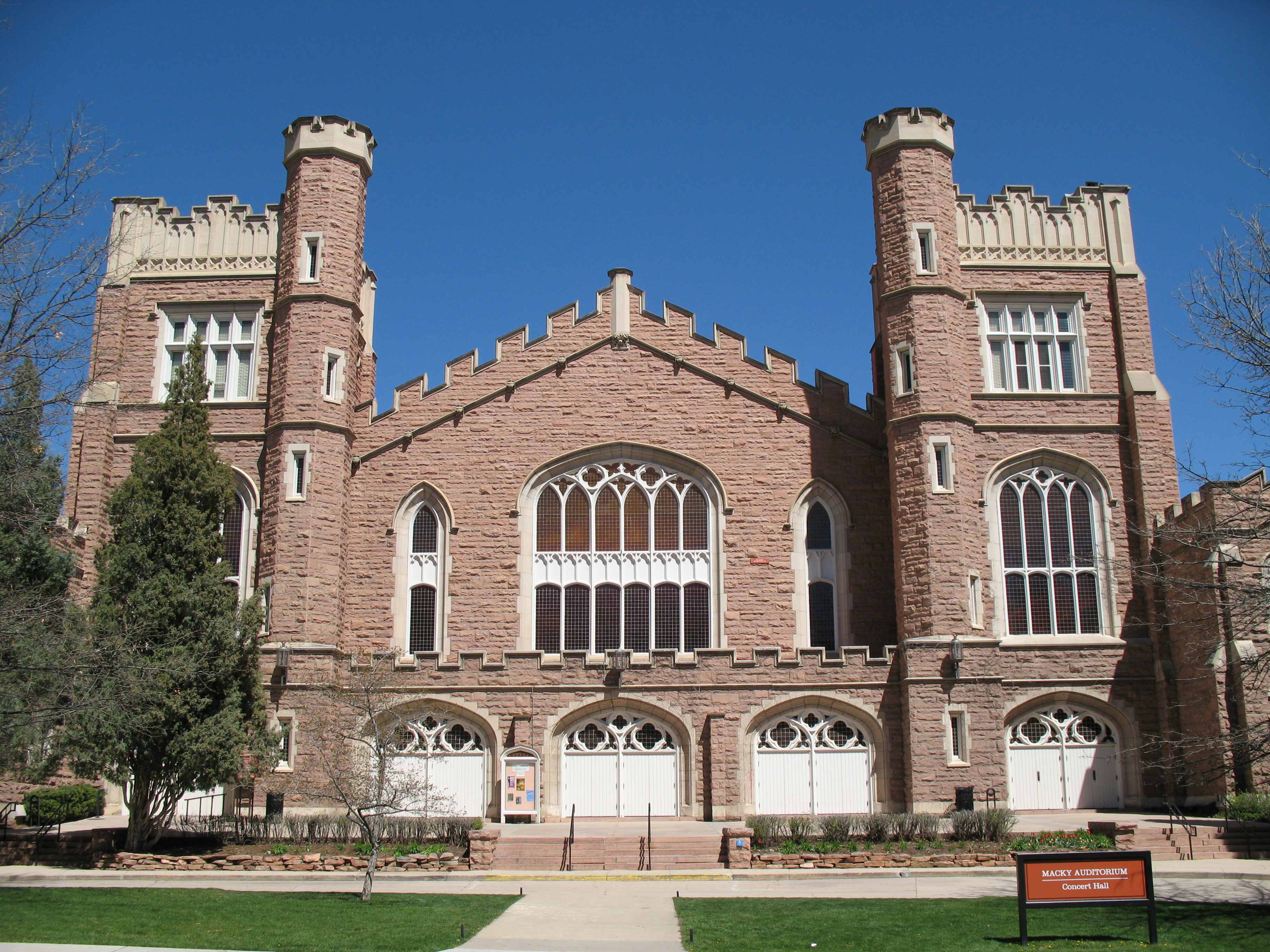
Mackey Auditorium, Universiteit van Colorado (Boulder)

De Universiteit van Colorado (University of Colorado) is een openbare universiteit met drie vestigingen in de Amerikaanse staat Colorado. De eerste van drie vestigingen werd opgericht in 1876. Sinds 1912 vormen de drie vestigingen een universitair systeem.
De locaties zijn:
- Universiteit van Colorado te Boulder, de vlaggenschip-universiteit van het systeem. Er studeren meer dan 29.000 studenten.
- Universiteit van Colorado te Colorado Springs, een regionale universiteit met ongeveer 7500 studenten.
- Universiteit van Colorado Denver, een universiteit met twee vestigingen in Denver. In totaal zitten op beide vestigingen samen 28.000 studenten.